# Mad About You (Hooverphonic)
Mad About You è il primo singolo estratto dall'album The Magnificent Tree del gruppo musicale belga Hooverphonic, pubblicato nel 2000 dall'etichetta discografica Sony Music.
La canzone è stata utilizzata in diversi spot televisivi e rientra nelle colonne sonore dei film A Lot Like Love e Driven. È stata scritta da Alex Callier e prodotta dallo stesso insieme a Roland Herrington. Del video esistono due versioni, una belga ed una internazionale: a quest'ultima sono stati abbinati ben due videoclip ufficiali.
Il singolo contiene il brano Visions che, oltre ad essere stato inserito nell'edizione internazionale limitata di The Magnificent Tree, è stato utilizzato come tema principale ad Euro 2000. Fu infatti scritto appositamente per l'evento per essere poi eseguito dal vivo in mondovisione durante la cerimonia di apertura.

## Tracce
CD-Maxi (Columbia 669180-2 (Sony) / EAN 5099766918020)
1. Mad About You - 3:43
2. Mad About You (Palm Skin Remix) - 4:09
3. Mad About You (Llorca Radio Shot) - 4:24
4. Mad About You (Mazda Beats Remix) - 3:24
5. Visions - 3:51

## Seconda versione
Il 9 novembre 2020 esce una seconda versione della canzone, per celebrarne il ventennale. Sempre nello stesso giorno viene annunciato il ritorno della loro storica cantante Geike Arnaert nella band.

## Classifiche
| Classifica (2000) | Posizione raggiunta |
| ----------------- | ------------------- |
| Italia            | 8                   |
| Belgio (Fiandre)  | 23                  |
| Belgio (Vallonia) | 35                  |
| Francia           | 39                  |
| Paesi Bassi       | 83                  |